# Бергамские Альпы
Берга́мские А́льпы (устар. «Бергамасские Альпы», итал. Alpi Bergamasche) — горный хребет на севере Италии, основная часть Ломбардских Альп.
Протяжённость хребта составляет около 80 км. Высшая точка — гора Кока (3052 м). На севере хребет ограничен Вальтеллиной (долиной реки Адда), на востоке обрывается к долине Ольо, на западе — к озеру Комо, на юге переходит в Предальпы Ломбардии.
Бергамские Альпы сложены древними кристаллическими и осадочными породами. На склонах произрастают широколиственные леса из дуба, каштана, бука, которые с высотой переходят в хвойные леса, а также субальпийские и альпийские луга.